# 오신채
오신채(五辛菜)는 불교에서 먹지 못하는 다섯 가지 채소를 일컫는다.
한국 및 대승불교 사찰에서 특별히 먹지 못하게 하는 음식이다.
마늘[대산(大蒜)]·파[혁총(革蔥)]·부추[난총(蘭蔥)]·달래[자총(慈蔥)]·아위[흥거(興蕖)]의 다섯 가지로, 대부분 자극이 강하고 냄새가 많은 것이 특징이다.
율장(律藏)에 따르면, 이러한 음식을 공양하면 입 주위에 귀신이 달라붙는다고 한다.
날로 먹으면 성내는 마음을 일으키고 익혀 먹으면 음심(淫心)을 일으켜 수행에 방해가 된다 하여 불교에서 오신채를 금하는 이유이다.
현대 한국 사찰에서는 양파도 마찬가지로 금기시하며 반려동물에게는 매우 위험한 음식이다.

## 같이 보기
- 사찰 음식
- 향신료 무역